# Nicolle Varvenne
Nicolle Varvenne-Bouchart, née le 25 août 1938 à Crespin et morte le  18 juin 2005 à Dechy, est une nageuse française des années 1950 et 1960, spécialiste de la brasse.

## Biographie
Elle connaît sa première sélection internationale en février 1956, et la conclut en juillet 1965.
Elle est sacrée championne de France du 200 mètres brasse en 1959, à l'été 1963 et à l'été 1964, ainsi que du 100 mètres brasse à l'été 1964 et à l'hiver 1965.
Elle bat à deux reprises le record de France de natation dames du 100 mètres brasse, le 14 juin 1959 à Rome avec un temps de 1 min 24 s 5 et le 31 mai 1960  avec un temps de 1 min 24 s 1.
Elle est faite chevalier de l'ordre national du Mérite en 2001, recevant la décoration de Monique Berlioux en 2002. Elle meurt d'un cancer en juin 2005.